# Acanthidops
Acanthidops is een geslacht van zangvogels uit de familie Thraupidae (tangaren). Het geslacht is monotypisch:
- Acanthidops bairdi  – Wigsnavelgors